# The Don Callis Family
O Don Callis Family é uma vilã
luta profissional stable liderada e gerenciada por Don Callis. O grupo também é composto por Konosuke Takeshita, Kyle Fletcher, Trent Beretta, Lance Archer, Brian Cage, Mark Davis, Josh Alexander e Rocky Romero. Eles atuam predominantemente na All Elite Wrestling (AEW), onde Takeshita é um ex-Campeão Internacional da AEW. Eles também aparecem em sua promoção irmã Ring of Honor (ROH) e promoção parceira New Japan Pro-Wrestling (NJPW), onde Takeshita é o atual NEVER Openweight Champion em seu primeiro reinado.

## História
No episódio de 10 de maio de 2023 do programa Dynamite, durante uma luta em uma jaula de aço entre Kenny Omega e Jon Moxley, Callis se voltou contra Omega, esfaqueando-o com uma chave de fenda, o que permitiu a Moxley vencer. No Double or Nothing, Callis se aliou a Konosuke Takeshita, após este aplicar uma joelhada voadora em Omega. Em junho de 2023, Will Ospreay se juntou à família Don Callis.
No Grand Slam, Callis recrutou Sammy Guevara para sua família, depois que ele se voltou contra Chris Jericho. Em outubro de 2023, Powerhouse Hobbs e Kyle Fletcher se juntaram à Família Don Callis. No episódio de 28 de dezembro de 2023 do AEW Dynamite New Years Smash, Sammy Guevara retornou e invadiu a celebração da Boxing Week da Família Don Callis. Callis deu a Guevara um retrato personalizado com seu novo bebê e sua família. Guevara se voltou contra Don Callis e a família atacou Guevara até que Chris Jericho o salvou da família. Guevara se reuniu com Jericho até que Big Bill e Ricky Starks atacaram Jericho e Guevara. Sting e Darby Allin vieram em socorro de Jericho e Guevara. No episódio de Dynamite de 29 de maio de 2024, Trent Beretta se juntou à Família Don Callis. No Beach Break Dynamite em 3 de julho, Ospreay deixou a família Don Callis. No Beach Break Rampage em 5 de julho, Rush se juntou à Don Callis Family. No episódio de 8 de outubro de Dynamite, Callis adquiriu Lance Archer de Jake Roberts em troca de Rush, que reformou sua antiga facção La Facción Ingobernable no Grand Slam em 28 de setembro. No episódio de 16 de outubro de Dynamite, Brian Cage se juntou à Don Callis Family, onde formou uma dupla com Archer chamada "Murder Machines". No episódio de 6 de novembro de "Dynamite", foi revelado que Hobbs deixou a Família Don Callis ao se juntar a Ricochet para derrotar Fletcher e Takeshita. No episódio de 5 de fevereiro de 2025 de "Dynamite", Callis revelou Mark Davis como o mais novo membro da Família Don Callis. Em 16 de abril, na edição especial do programa Dynamite, Callis recrutou o estreante Josh Alexander para a Don Callis Family. No episódio de 17 de abril do Spring BreakThru de Collision, Rocky Romero se tornou um vilão após trair Tomohiro Ishii em uma luta de duplas e participou do ataque a Ishii com o retorno de Beretta e o resto da Don Callis Family, juntando-se ao grupo e reunindo Roppongi Vice.

## Membros

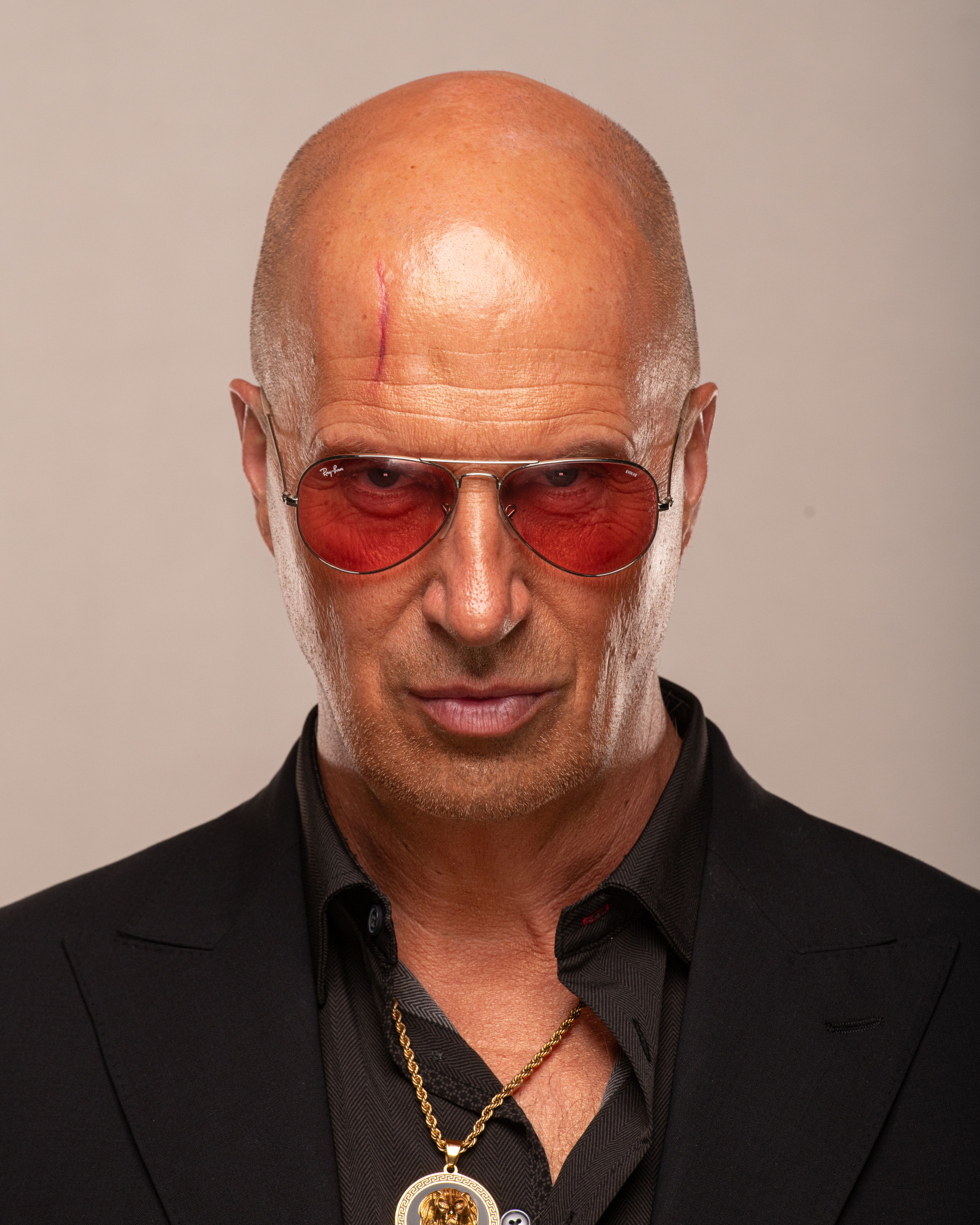
Don Callis (L/M)
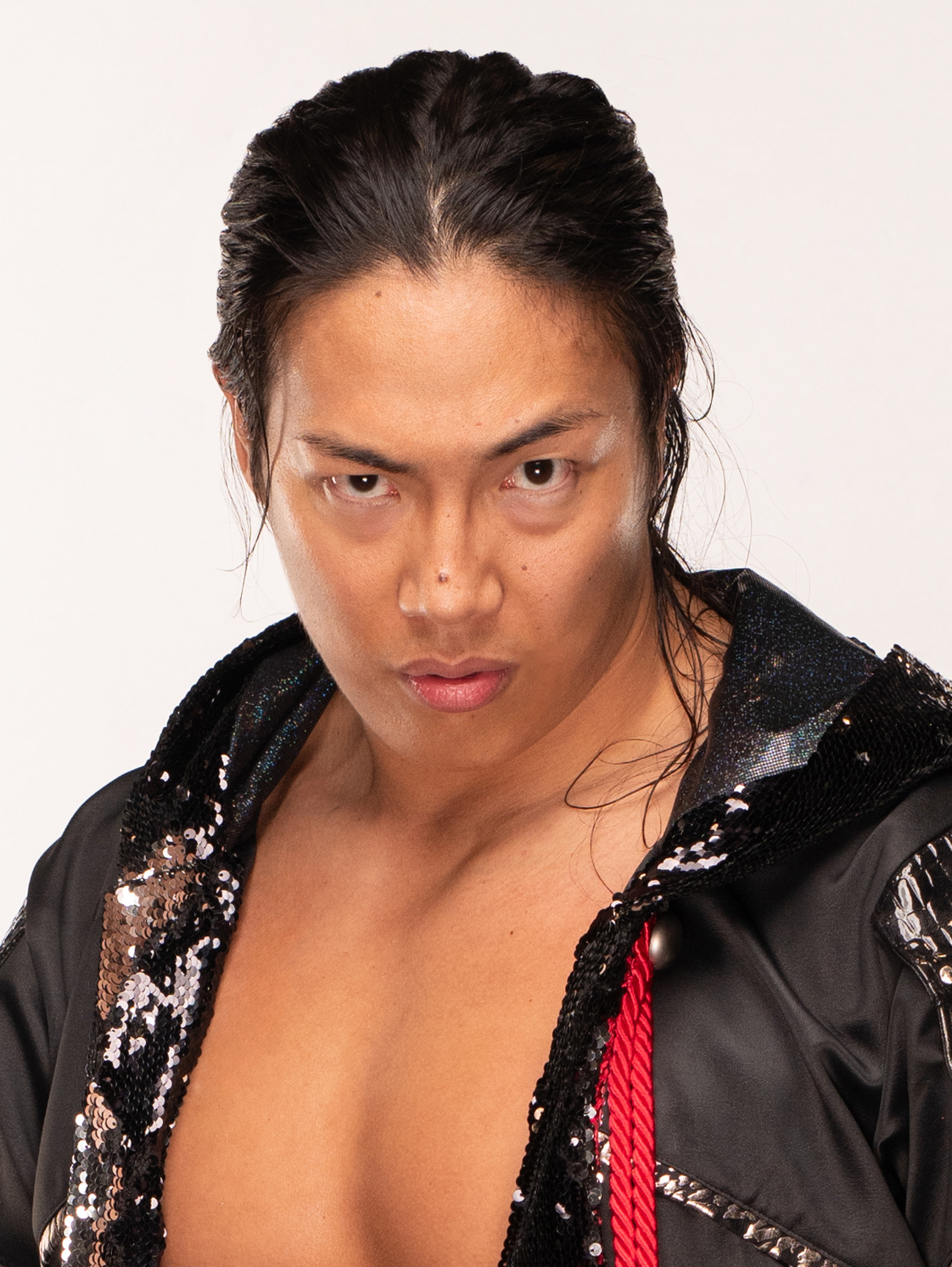
Konosuke Takeshita
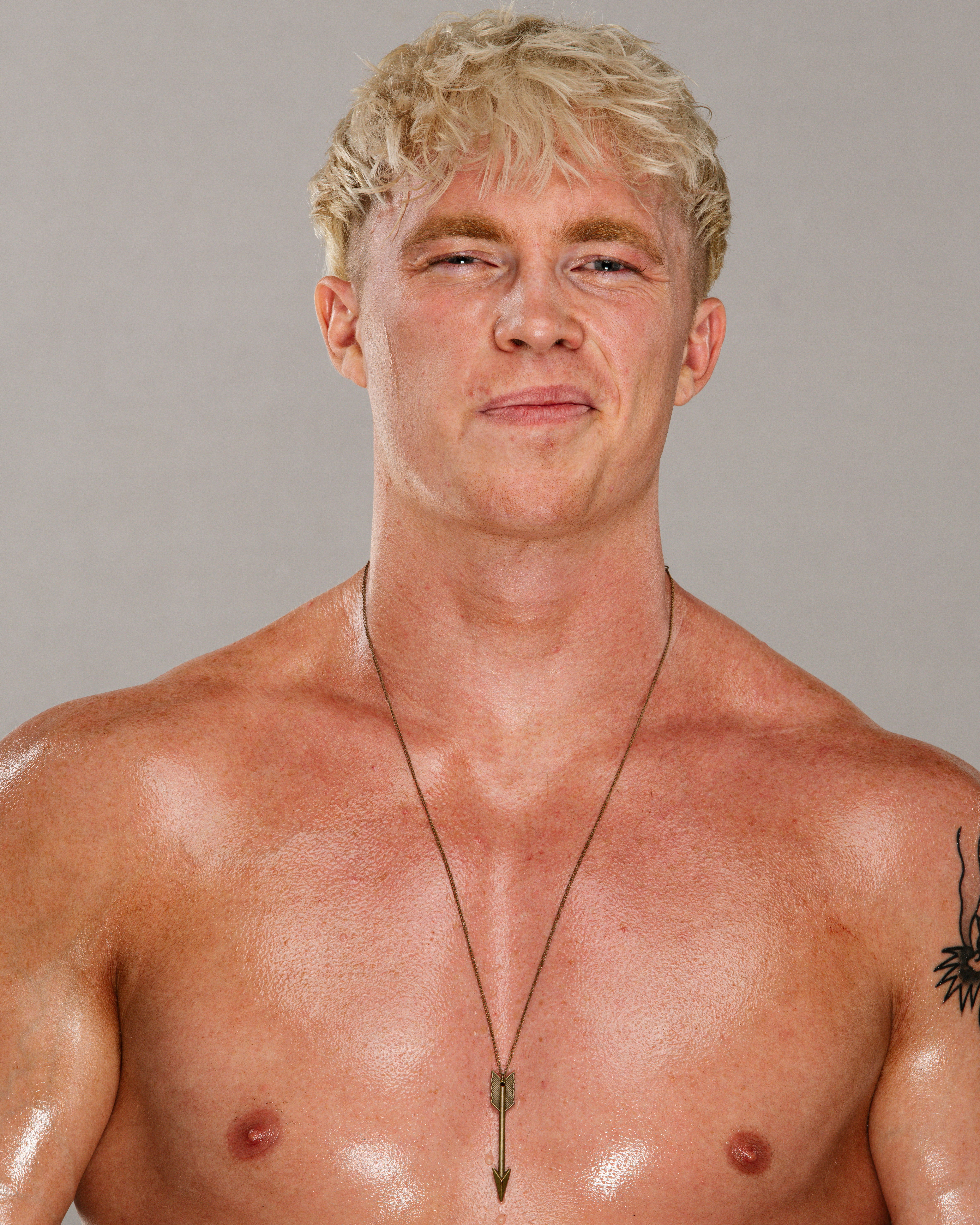
Kyle Fletcher
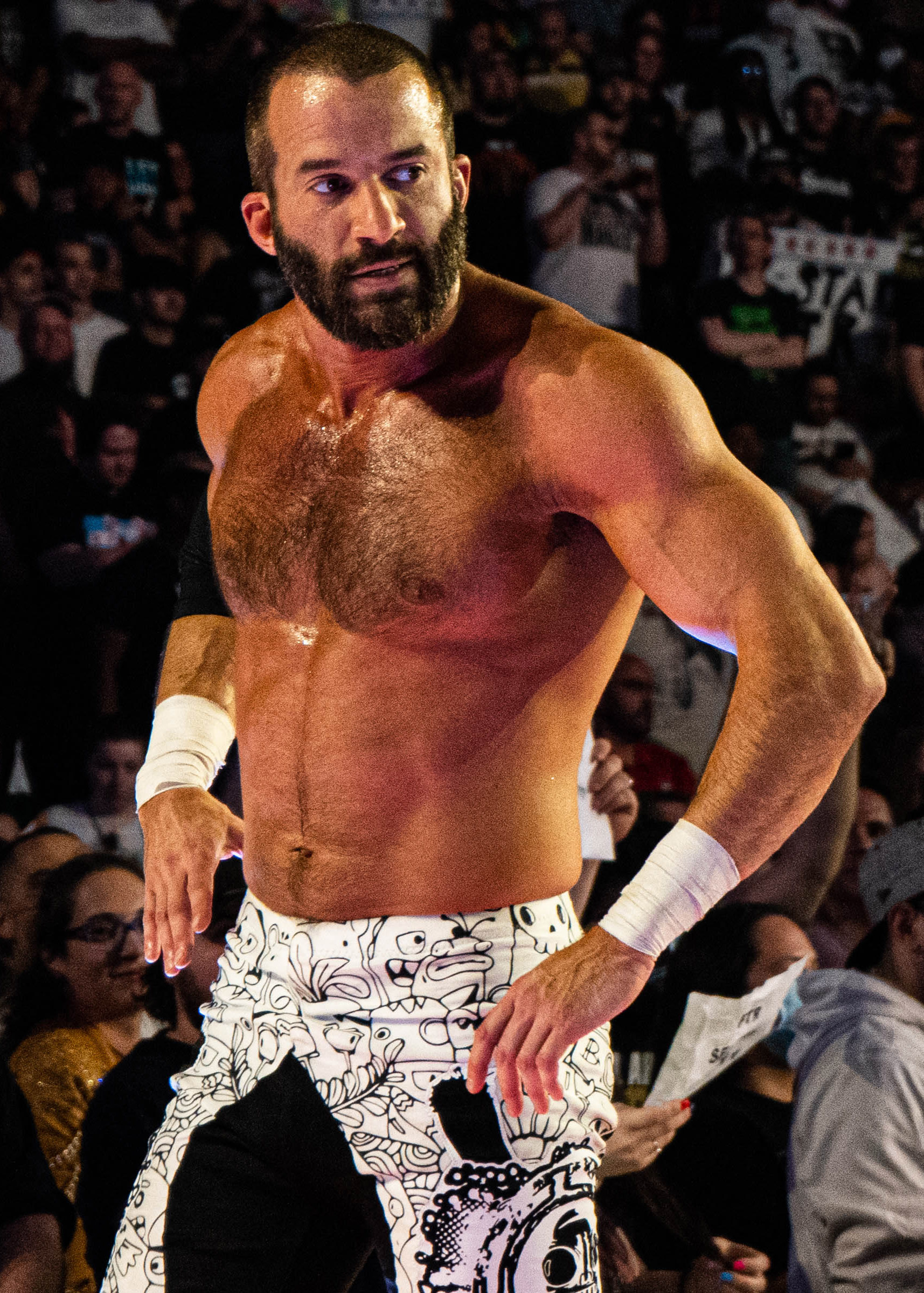
Trent Beretta
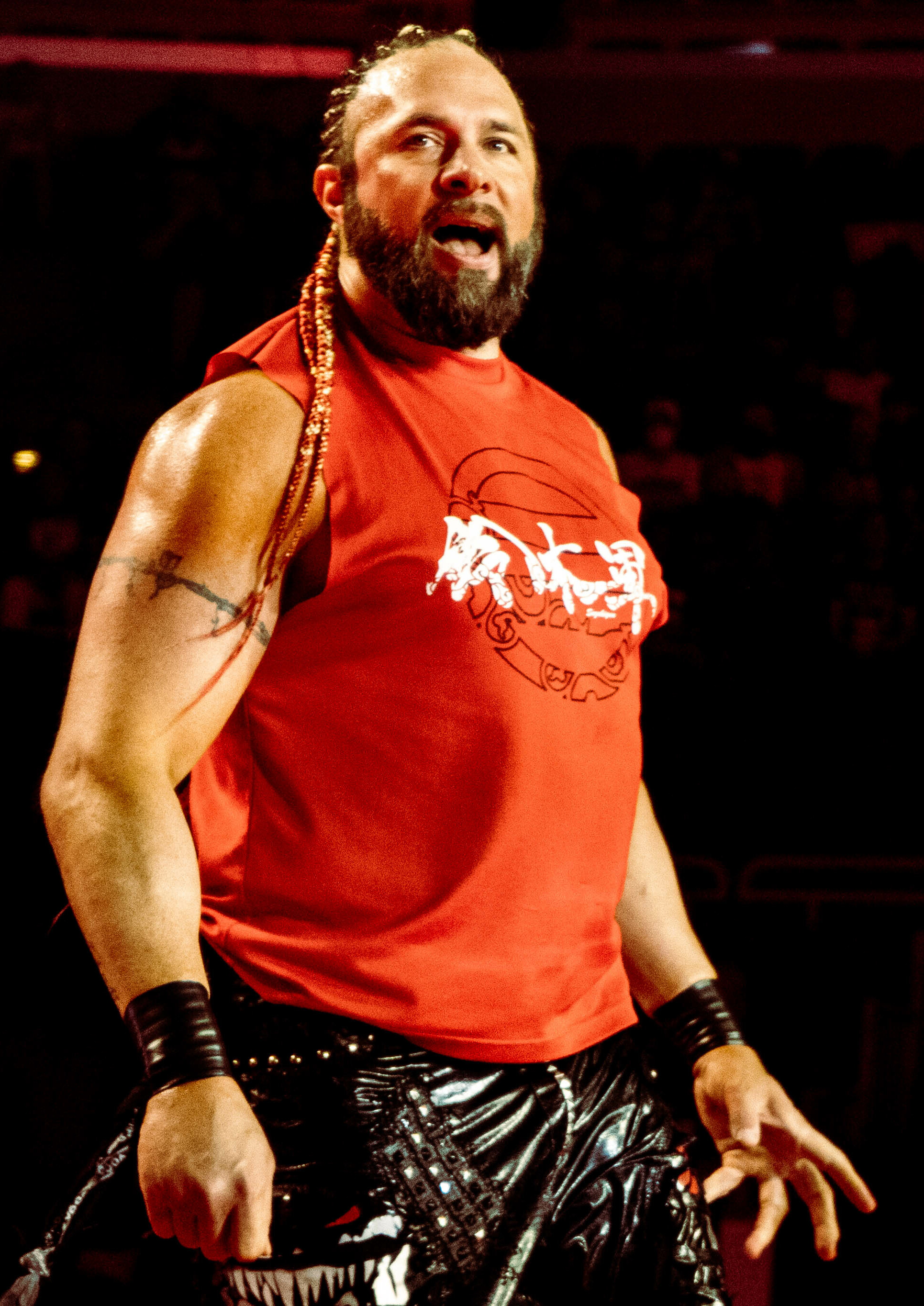
Lance Archer
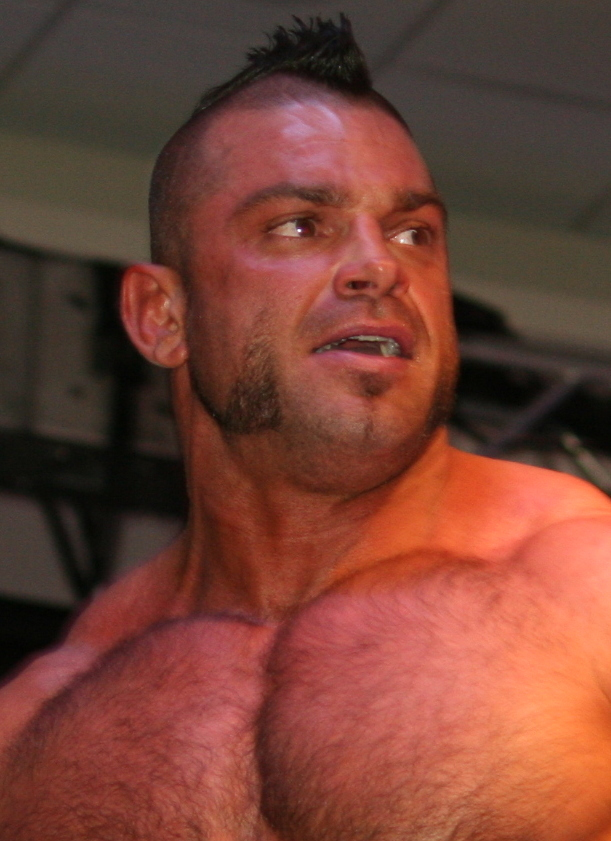
Brian Cage
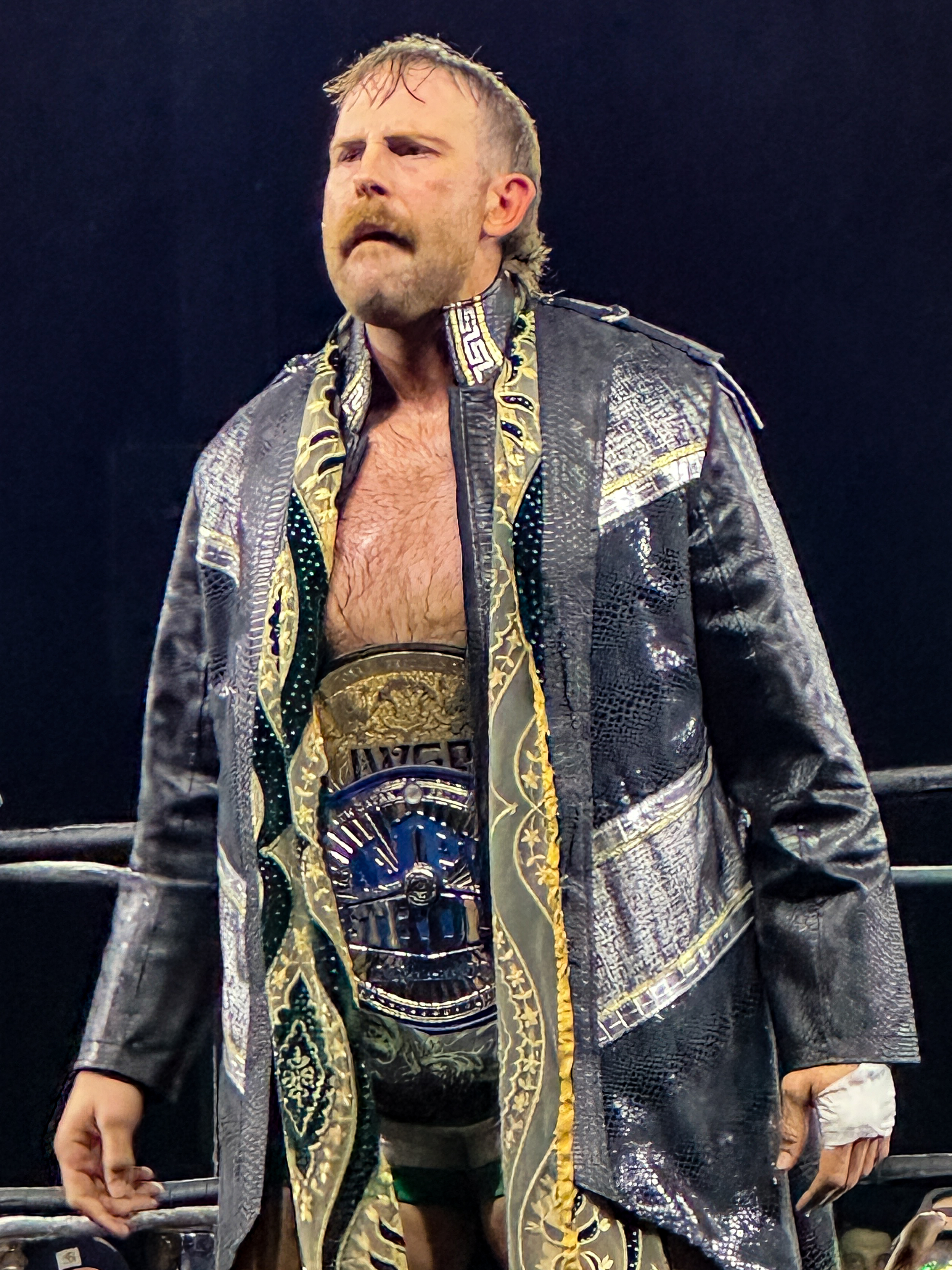
Mark Davis
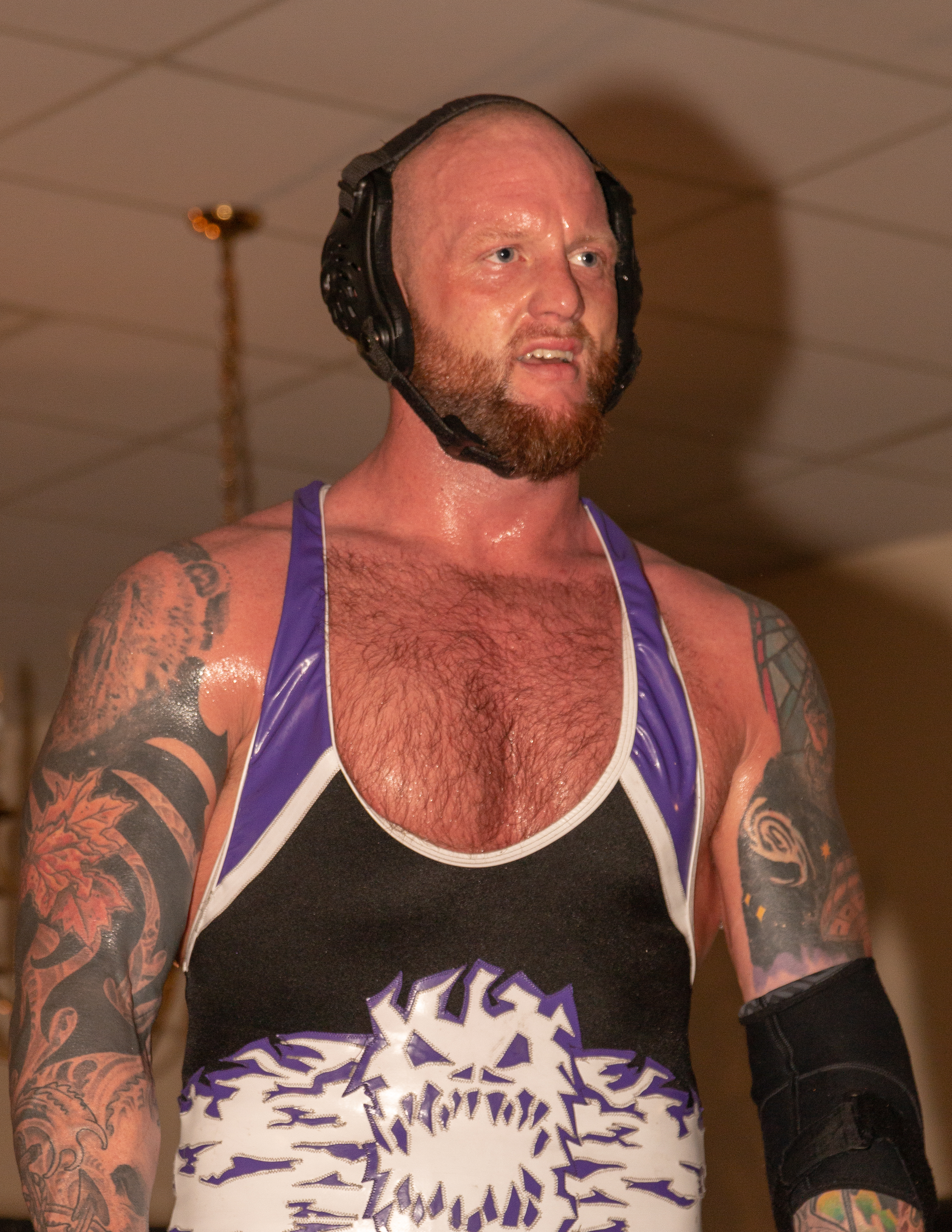
Josh Alexander
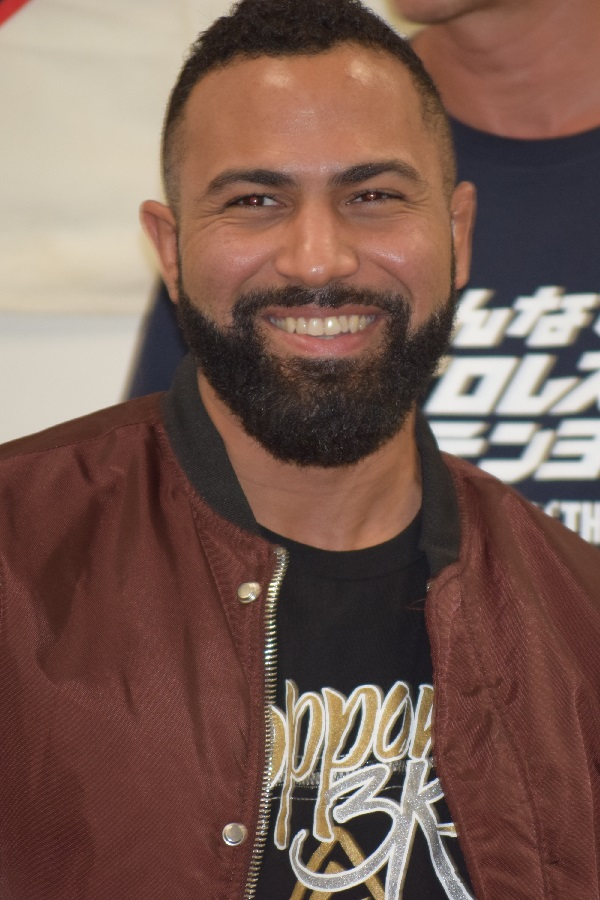
Rocky Romero

| * | Membro(s) fundador(es) |
| L | Líder                  |
| M | Manager                |

### Atual
| Membros            | Ingressou              |
| ------------------ | ---------------------- |
| Don Callis (L/M)   | 28 de maio de 2023*    |
| Konosuke Takeshita | 28 de maio de 2023*    |
| Kyle Fletcher      | 28 de outubro de 2023  |
| Trent Beretta      | 29 de maio de 2024     |
| Lance Archer       | 8 de outubro de 2024   |
| Brian Cage         | 16 de outubro de 2024  |
| Mark Davis         | 5 de fevereiro de 2025 |
| Josh Alexander     | 16 de abril de 2025    |
| Rocky Romero       | 17 de abril de 2025    |

### Antigo
| Membros          | Ingressou              | Saiu                   |
| ---------------- | ---------------------- | ---------------------- |
| Sammy Guevara    | 20 de setembro de 2023 | 28 de dezembro de 2023 |
| Will Ospreay     | 25 de junho de 2023    | 3 de julho de 2024     |
| Rush             | 5 de julho de 2024     | 8 de outubro de 2024   |
| Powerhouse Hobbs | 4 de outubro de 2023   | 6 de novembro de 2024  |

## Subgrupos

### Atual
| Afiliado               | Membros                    | Posse         | Tipo     |
| ---------------------- | -------------------------- | ------------- | -------- |
| Murder Machines        | Brian Cage Lance Archer    | 2024–presente | Tag team |
| Roppongi Vice RPG Vice | Rocky Romero Trent Beretta | 2025–presente | Tag team |

## Campeonatos e conquistas
- All Elite Wrestling
  - AEW International Championship (2 vezes) – Ospreay (1) e Takeshita (1)
- Maple Leaf Pro Wrestling
  - MLP Canadian Championship (1 vez, inaugural, atual) – Alexander
- New Japan Pro-Wrestling
  - IWGP United States Heavyweight Championship (1 vez) – Ospreay
  - NEVER Openweight Championship (1 vez, atual) – Takeshita
- Ring of Honor
  - ROH World Television Championship (2 vezes) – Fletcher (1) e Cage (1)

## Referência
1. ↑  Powell, Jason (28 de maio de 2023). «AEW Double Or Nothing results: Powell's live review of MJF vs. Darby Allin vs. Jack Perry vs. Sammy Guevara in a four-way for the AEW World Championship, The Elite vs. BCC in Anarchy in the Arena, Jamie Hayter vs. Toni Storm for the AEW Women's Title, Jade Cargill vs. Taya Valkyrie for the TBS Title, Adam Cole vs. Chris Jericho in an unsanctioned match». Pro Wrestling Dot Net. Consultado em 28 de maio de 2023
2. ↑  Powell, Jason (20 de setembro de 2023). «AEW Dynamite results (9/20): Powell's live review of MJF vs. Samoa Joe for the AEW World Title, Saraya vs. Toni Storm for the AEW Women's Title, Claudio Castagnoli vs. Eddie Kingston in a title vs. title match». Pro Wrestling Dot Net. Consultado em 20 de setembro de 2023
3. ↑  Renner, Ethan (4 de outubro de 2023). «Powerhouse Hobbs joins The Don Callis Family at AEW Dynamite Anniversary». F4WOnline.com. Consultado em 12 de outubro de 2023
4. ↑  Has Pizzazz, Manolo (28 de outubro de 2023). «Don Callis adds a new member to his Family in AEW». CageSideSeats. Consultado em 4 de outubro de 2023
5. ↑  Mueller, Doc-Chris. «AEW Dynamite Results: Winners, Live Grades, Reaction and Highlights From May 29». Bleacher Report (em inglês). Consultado em 30 de maio de 2024
6. ↑  Mueller, Doc-Chris. «AEW Dynamite Results: Winners, Live Grades, Reaction, Highlights After Forbidden Door». Bleacher Report (em inglês). Consultado em 4 de julho de 2024
7. ↑  «Rush joins Don Callis Family on AEW Rampage». F4W/WON (em inglês). 6 de julho de 2024. Consultado em 8 de julho de 2024
8. ↑  «Murder Machines». Cagematch.net. Consultado em 20 de janeiro de 2025
9. ↑  «AEW Dynamite live results: Swerve Strickland vs. Ricochet». F4W/WON (em inglês). 6 de fevereiro de 2025. Consultado em 6 de fevereiro de 2025
10. ↑  Staff, A. E. W. (17 de abril de 2025). «AEW Dynamite: Spring BreakThru Results». All Elite Wrestling (em inglês). Consultado em 17 de abril de 2025
11. ↑  «AEW Collision results: Mercedes Mone in tag team action». F4W/WON (em inglês). 17 de abril de 2025. Consultado em 18 de abril de 2025